# Wulan
För andra betydelser, se Wulan (olika betydelser).
Wulan, även känd som Ulan, är ett härad i den autonoma prefekturen Haixi i Qinghai-provinsen i västra Kina.